# فرد دوز
فرد دوز (بالإنجليزية: Fred Dawes)‏ (2 مايو 1911 في المملكة المتحدة - 12 أغسطس 1989 في المملكة المتحدة) هو مدير ولاعب كرة قدم بريطاني (وحمل سابقاً جنسية المملكة المتحدة لبريطانيا العظمى وأيرلندا) في مركز الدفاع. لعب مع كريستال بالاس ونادي نورثامبتون تاون ونادي ألدرشوت.